# Murina rozendaali
Murina rozendaali — вид ссавців родини лиликових.

## Проживання, поведінка
Країна поширення: Малайзія. Мешкає в низинних лісах. Лаштує сідала в листі.

## Загрози та охорона
Втрата середовища проживання через вирубку, сільське господарство, плантації і лісові пожежі є серйозною загрозою для цього виду.